# Задоров Микита Сергійович
Микита Сергійович Задоров (рос. Никита Сергеевич Задоров; 16 квітня 1995, м. Москва, Росія) — російський хокеїст, захисник. Виступає за «Ванкувер Канакс» у Національній хокейній лізі (НХЛ).
Вихованець хокейної школи ЦСКА (Москва). Виступав за команди «Червона Армія» (Москва), «Лондон Найтс» (ОХЛ), «Баффало Сейбрс», «Колорадо Аваланч», «Сан-Антоніо Ремпедж» (АХЛ), «Чикаго Блекгокс», «Калгарі Флеймс».
У складі молодіжної збірної Росії учасник чемпіонату світу 2014. У складі юніорської збірної Росії учасник чемпіонату світу 2012.
Досягнення
- Чемпіон ОХЛ (2013)
- Бронзовий призер молодіжного чемпіонату світу (2013).
- Бронзовий призер Чемпіонат світу з хокею із шайбою (2019).